# ノグサ

押し葉標本

ノグサ Schoenus apogon は、カヤツリグサ科の植物の1つ。茎も葉も細くて束になって出て、葉鞘や花穂が紫を帯びる。

## 特徴
小柄な多年生の草本。匍匐茎は出さず、地下茎も発達しない。茎や葉は束になって出て、全体に毛がない。花茎は直立して高さ20-40cm、太さは0.5-1mmで表面は全体に滑らかになっている。根出葉は線形で幅0.5-1mm、根元の鞘は一部が血赤色に染まる。また茎の途中からも茎葉が1-2個ある。
花期は6-8月。花序は複散房状で花茎の先端やそれ以下の節から出る2-3個の分花序からなる。分花序は長さ0.8-1.5cmで先端に10個以下程度の小穂をまとまってつける。それらの基部には総苞があり、総苞の葉身は葉状になっている。小穂は披針形で断面の形は扁平、長さが4-8mmあり、時に一部が血赤色を帯びる。小穂は2列に鱗片が並んだものである。鱗片の数は5-6枚程度だが、そのうちの基部側の2-3個の鱗片は小さく、その中には花が出来ない。花を含むのは先端側の鱗片で、小穂1個に付き1-2個の花が含まれる。小穂の鱗片は長さ3-4.5mmで披針形をしており、無毛で先端は鈍く尖っている。なお、星野他(2011)では鱗片の先端について2形があるとの記述があり、1つは鈍く尖る形、もう1つは先端が凹んで、その中央から短い芒が出る形、とある。1つの花に含まれる雄蕊は3個。雌しべの柱頭は3つに割れる。他に針状になった花被片が6個あり、長さは果実の約2倍あり、縁は上向きの細かな棘状突起が並んでいるが、脱落しやすい。果実は倒卵状の円形で断面は角の鈍い3稜形、長さは1-1.3mm。白くて表面には細かい網模様がある。
和名は野草そのもので、野にある雑草の意味だと牧野は述べている。そのためか『その姿はまさに雑草』との評さえある。別名にヒゲクサがあり、これは植物体の形に基づくという。

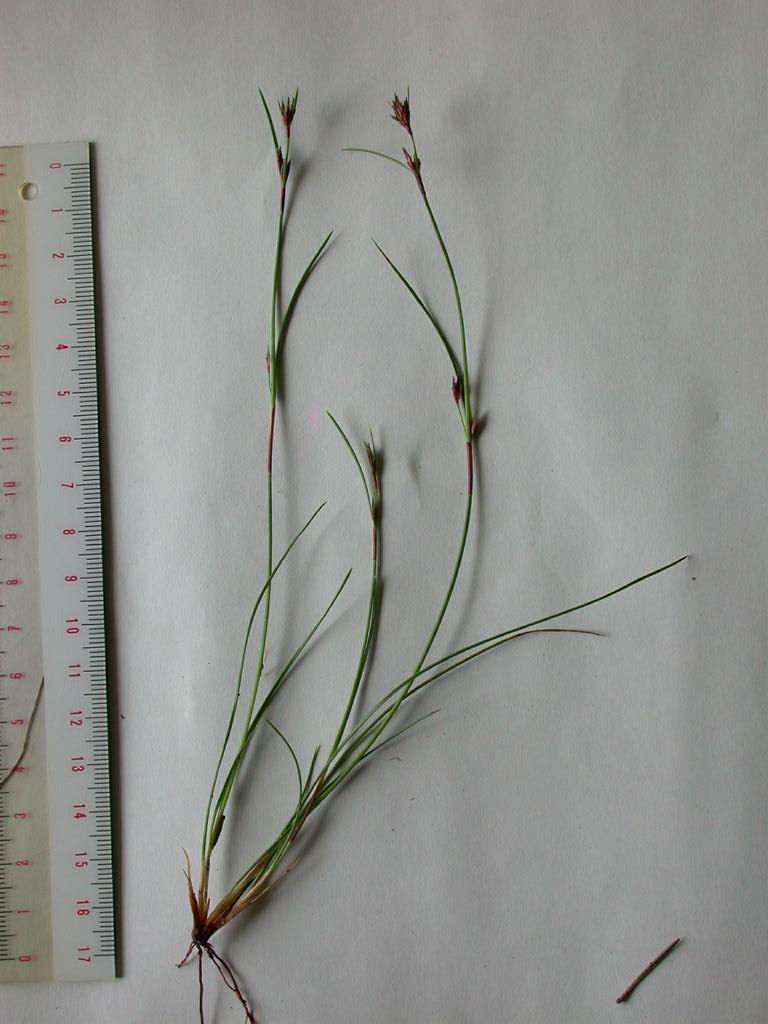
株の一部を取り出したもの
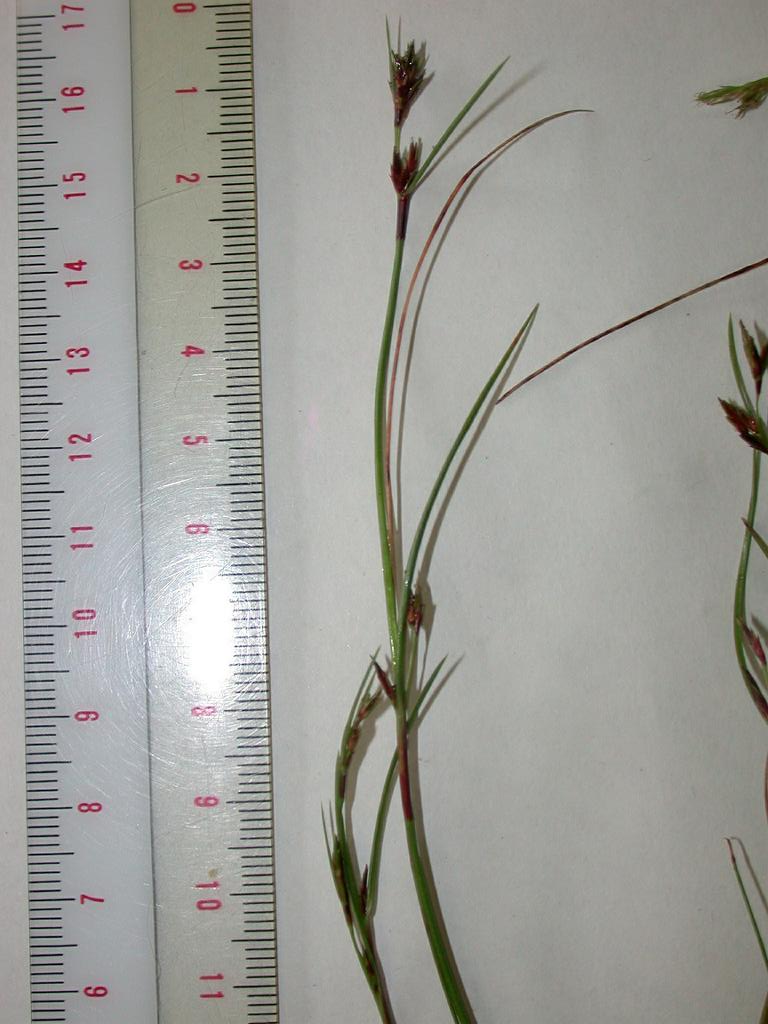
花序の部分
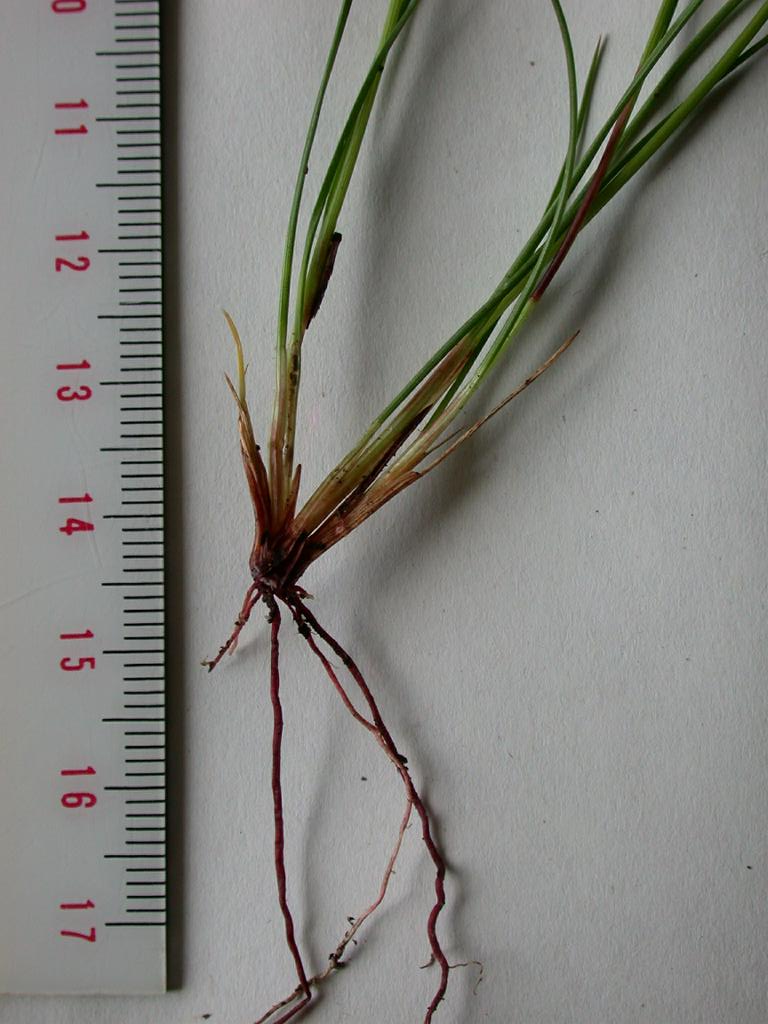
根元の部分
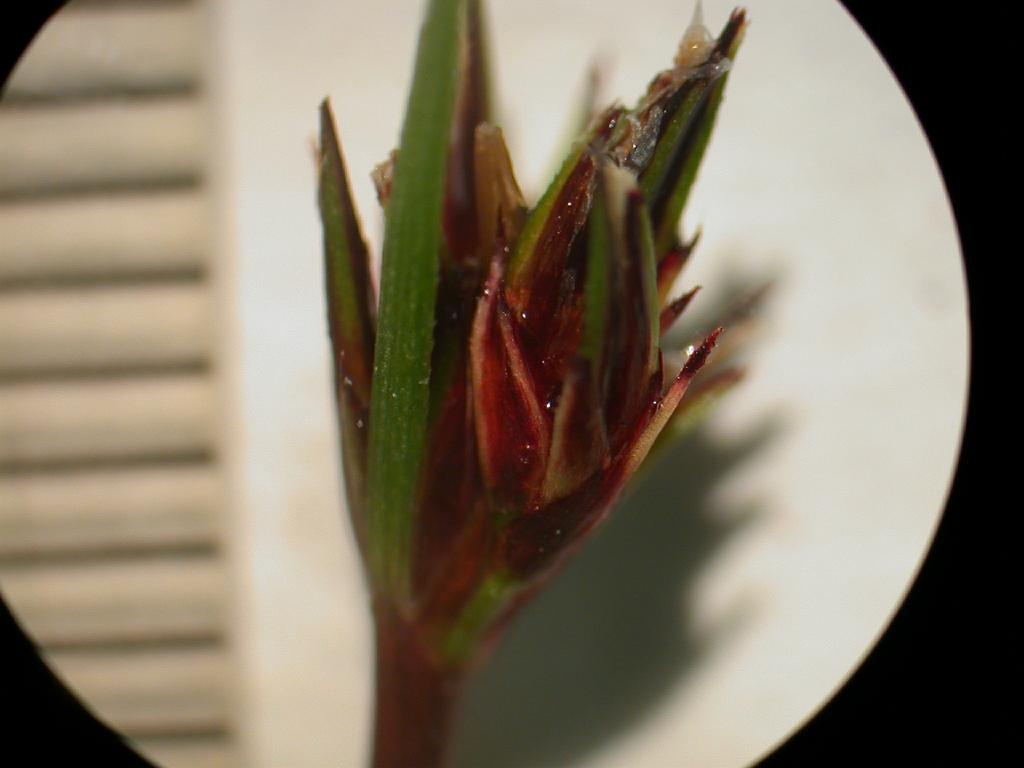
1つの分花序
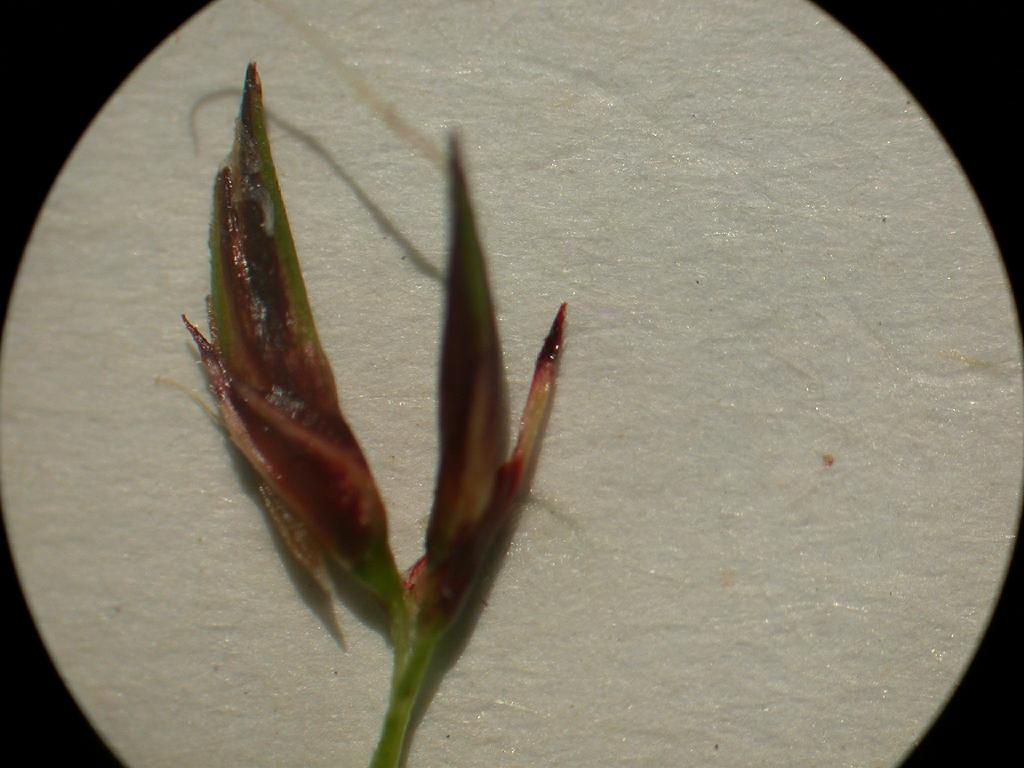
小穂
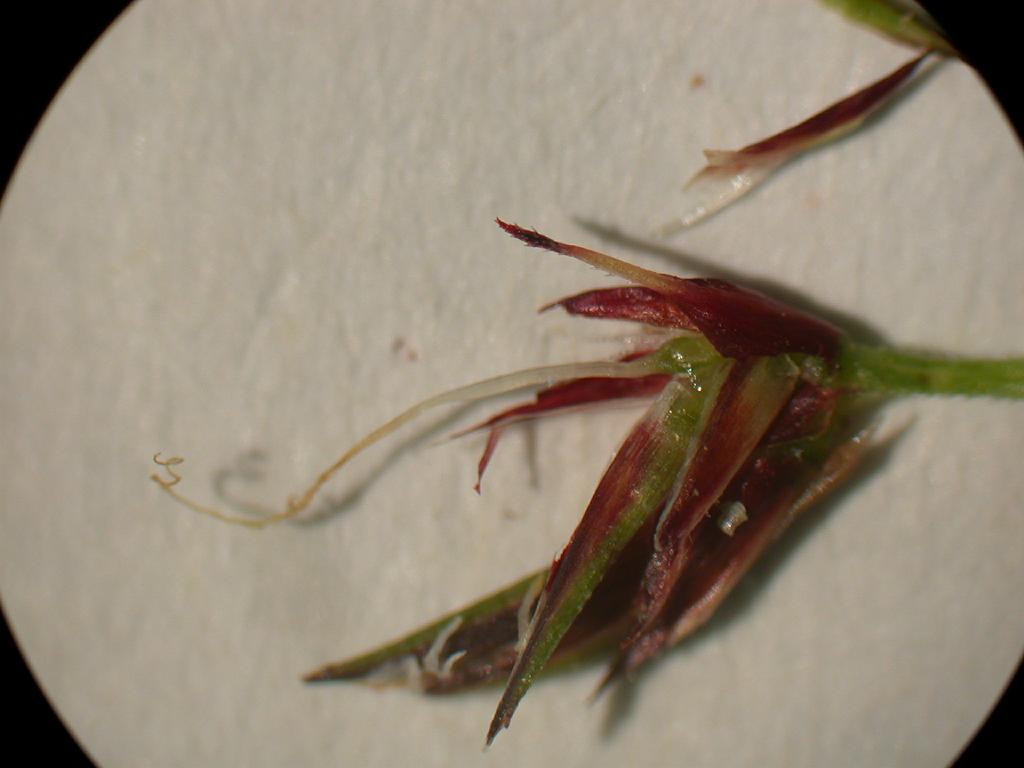
鱗片をはがしたところ

## 分布と生育環境
日本では本州（宮城県以南）から琉球列島にかけて、国外では台湾、マレーシア、オーストラリア、ニュージーランドにまで分布がある。
平地の日当たりのよい地に生える。日当たりのよい湿地を好む。

## 類似種
ノグサ属は東南アジアからオーストラリアを中心として100種ほどがある。日本では本種の他に3種が知られるが、イヘヤヒゲクサ S. calostachyus とオオヒゲクサ S. falcatus は南西諸島以南、ジョウイ S. brevifolius は小笠原諸島以南に分布するものであり、またそのどれも本種よりかなり大きな植物である。イヘヤヒゲクサは時に30cm程度のこともあるが、この種の小穂は20-25mmと本種の3倍以上もあり、いずれにしても混同する恐れは少ない。
形態的な特徴として近いのがミカヅキグサ属 Rhynchospora で、小穂の特徴などはよく似ており、違いとしてはこの属のものでは花柱の基部が肥厚しており、果実の成熟後にもその部分が果実の先端に付属して残る点がある。本属のものでは花柱の基部は滑らかに果実に繋がり、後に残ることもない。その中でもイヌノハナヒゲ類は本種とやや似た姿の植物だが本種より大きいものが多く、また本種は小穂や鞘が血赤色に染まる点で見分けやすい。

## 保護の状況
環境省のレッドデータブックには取り上げられていないが、府県別では宮城県から沖縄県まで17の府県で何らかの指定がされている。生育環境が日当たりのよい湿地周辺といったものであり、そのような環境は次第に遷移が進むと普通の草原から雑木林になりやすく、そうなると本種は生育できなくなる。また開発の手がかかることも多い。そのような点から生育環境が少なくなっている地域が多いようである。